# Asłambiek Saidow
Asłambiek Saidow, ros. Асламбек Саидов (ur. 25 kwietnia 1984 w Groznym, Czeczeńsko-Inguska ASRR) – rosyjski zawodnik mieszanych sztuk walki (MMA) pochodzenia czeczeńskiego, reprezentujący Polskę. Posiadacz turniejowego pasa KSW w wadze półśredniej oraz były mistrz tejże organizacji również w wadze półśredniej. W swojej karierze walczył również dla organizacji ACA.

## Początki w MMA
W marcu 2008 roku Saidow zajął 1. miejsce na Otwartych Mistrzostwach Polski Północnej Amatorskiego MMA do -84 kg które odbyły się w Olsztynie.
17 maja 2008 roku, wystartował w Mistrzostwach Polski Amatorskiego MMA. Zajął drugie miejsce w kategorii wagowej -84 kg. Drużynowo (Arrachion MMA Olsztyn) zajął pierwsze miejsce w klasyfikacji generalnej mistrzostw.

## Kariera MMA

### Wczesna kariera
Saidow zawodowo zadebiutował 20 kwietnia 2008 roku, na gali Bałtycki Sztorm 3 w Starogardzie Gdańskim. Jego przeciwnikiem był doświadczony poznaniak Jędrzej Kubski. Po dwurundowej walce, sędziowie uznali wyższość Saidowa. Swoją drugą walkę na gali Bałtycki Sztorm 4 stoczył 26 października 2008 roku przeciw Łukaszowi Christowi. Tym razem Saidow wygrał przez decyzję sędziowską po dwóch rundach.

### Początki w KSW – turniej wagi średniej
15 maja 2009 roku wystartował w ośmioosobowym turnieju wagi średniej na KSW 11. W pierwszej walce pokonał przez decyzję Włocha Michela Verginelliego, a w półfinale poddał Łukasza Christa.
Finał turnieju wagi średniej odbył się na gali KSW 12: Pudzianowski vs. Najman 11 grudnia 2009 roku. W finale Saidow stanął naprzeciw brazylijskiego zawodnika Vitora Nobregi. Walka była bardzo wyrównana, Saidow punktował akcjami bokserskimi w stójce, a Brazylijczyk sukcesywnie obalał i sprowadzał walkę do parteru. Po trzech rundach sędziowie ogłosili trzyminutową dogrywkę. W czasie dogrywki Saidow nie potrafił skutecznie się bronić przed punktującym obaleniami Brazylijczykiem i tym samym przegrał finałową walkę o pas wagi półśredniej.

### Turniej wagi półśredniej KSW
W 2010 roku stoczył walkę na pierwszej zorganizowanej przez włodarzy KSW imprezie dla VIPów pod nazwą Fight Club który miał miejsce w Rynie, w pokrzyżackim zamku. Przeciwnikiem Czeczena był judoka Paweł Żydak. Saidow wygrał przez nokaut w pierwszej rundzie.
29 stycznia 2011 roku Saidow wystartował w turnieju wagi półśredniej organizowanego przez KSW. Jego pierwszym przeciwnikiem był Włoch Marco Santi. Walka została przerwana przez lekarza w pierwszej rundzie z powodu głębokiego rozcięcia łuku brwiowego Santiego który był efektem uderzenia kolanem przez Saidowa. Tym samym Saidow wygrał pierwszy pojedynek przez techniczny nokaut. Drugim przeciwnikiem był Szwed Domingos Mestre. Po dwóch rundach w których wyraźnie dominował Saidow, sędziowie orzekli zwycięstwo Czeczena.
Walka finałowa turnieju wagi półśredniej odbyła się 19 marca 2011 roku na gali KSW 15: Współcześni Gladiatorzy na warszawskim Torwarze. Przeciwnikiem Saidowa był Niemiec Ruben Crawford. Finałowy pojedynek trwał trzy rundy po czym sędziowie ogłosili jednogłośnie Saidowa zwycięzcą i tryumfatorem turnieju wagi półśredniej.

### Mistrz KSW w wadze półśredniej
26 listopada 2011 roku na gali KSW 17: Zemsta stoczył walkę z byłym międzynarodowym mistrzem M-1 Global Rafałem Moksem, którą wygrał po niejednogłośnej decyzji sędziów, a 12 maja 2012 roku poddał kimurą Ormianina Grigora Aszugbabjana na KSW 19. Saidow otrzymał również bonus finansowy za "poddanie wieczoru".
1 grudnia 2012 roku podczas wydarzenia KSW 21: Ostateczne Wyjaśnienie zdobył pas mistrzowski w kat.-77 pokonując Borysa Mańkowskiego. Kontrolując od samego początku pojedynek, Saidow punktował akcjami bokserskimi oraz ciosami w klinczu (przy jednym Mańkowski doznał skręcenia kostki). W 2. rundzie Saidow trafił Mańkowskiego jednym z wyprowadzonych ciosów po czym dynamicznie obalił co spowodowało u Mańkowskiego który niefortunnie upadł na skręconą nogę pogorszenie kontuzji z 1. rundy i ostatecznie nie mógł kontynuować pojedynku.
8 czerwca 2013 roku na KSW 23 poddał Bena Lagmana dźwignią na łokieć – w tej walce Saidow nie bronił pasa, dopiero w następnej, 7 grudnia stoczył pojedynek w pierwszej obronie tytułu który ostatecznie wygrał na punkty z doświadczonym Danielem Acacio.
17 maja 2014 na gali KSW 27 zmierzył się w rewanżowym starciu ponownie z Mańkowskim. W swojej drugiej obronie pasa, Saidow nie sprostał Mańkowskiemu przegrywając z nim przez poddanie w 2. rundzie (duszenie trójkątne nogami) i stracił tytuł mistrza KSW.

### ACB i ostatnia walka w KSW
Pierwszą walkę po utracie pasa stoczył na gali KSW 30: Genesis w rewanżu z Rafałem Moksem, którą wygrał przez jednogłośną decyzję sędziów. Kolejną walką był pojedynek z Brazylijczykiem Samuelem Quito do którego doszło na gali ACB 24 w Moskwie (zwycięstwo przez TKO w 1 rundzie).
5 marca 2016 roku na gali KSW 34: New Order stoczył pojedynek z byłym mistrzem M-1 Global Szwajcarem Yasubeyem Enomoto. Pojedynek był oficjalnym eliminatorem do walki o międzynarodowe mistrzostwo KSW w wadze półśredniej. Po wyrównanej walce, Saidow zwyciężył przez jednogłośną decyzję sędziów.

### ACB/ACA
5 czerwca 2016 roku w Krasnodarze, w walce wieczoru gali ACB 40 pokonał byłego mistrza Cage Warriors Amerykanina – Jessiego Taylora przez poddanie go duszeniem gilotynowym.
W październiku 2022 roku w wywiadzie dla Sport.pl. ogłosił zakończenie kariery.

## Życie prywatne
Jest kuzynem innego zawodnika MMA, Mameda Chalidowa.
W sierpniu 2014 został zatrzymany przez Centralne Biuro Śledcze pod zarzutem działania w zorganizowanej grupie przestępczej (zarzucono mu popełnienie przestępstw wymuszenia haraczu, groźby karalnej, pobicia), po czym został tymczasowo aresztowany. 4 listopada 2014 Prokuratura Okręgowa w Olsztynie wniosła akt oskarżenia przeciw Asłambiekowi Saidowowi zarzucając mu stosowanie gróźb oraz przemocy fizycznej celem zwrotu wierzytelności (przestępstwo z art. 191 § 2 kk i inne).
W styczniu 2017 wyrokiem Sądu Rejonowego w Olsztynie został skazany na karę 10 miesięcy pozbawienia wolności w zawieszeniu na 3 lata za wymuszanie haraczy.
Prowadzi hostele w centrum miasta i na starówce w Olsztynie.
Ma żonę, Karolinę Saidową, która jest znaną olsztyńską stylistką paznokci, oraz syna urodzonego w 2019 roku. 

## Osiągnięcia

### Mieszane sztuki walki
Amatorskie
- 2008: Otwarte Mistrzostwa Polski Północnej Amatorskiego MMA – 1. miejsce w wadze średniej
- 2008: Mistrzostwa Polski Amatorskiego MMA – 2. miejsce w wadze średniej

Zawodowe
- Konfrontacja Sztuk Walki
  - 2012–2014: Międzynarodowy mistrz KSW w wadze półśredniej
  - 2011: KSW XV – 1. miejsce w turnieju wagi półśredniej
  - 2010: KSW XII – 2. miejsce w turnieju wagi średniej

## Lista zawodowych walk MMA
| Wynik     | Bilans | Przeciwnik (bilans przed walką) | Rozstrzygnięcie                      | Runda | Czas | Rozgrywki                       | Data       | Miejsce    | Uwagi                                                                               |
| --------- | ------ | ------------------------------- | ------------------------------------ | ----- | ---- | ------------------------------- | ---------- | ---------- | ----------------------------------------------------------------------------------- |
| Przegrana | 23-6   | Elias Silvério (16-4-1)         | Decyzja (jednogłośna)                | 3     | 5:00 | ACA 101                         | 15.11.2019 | Warszawa   |                                                                                     |
| Wygrana   | 23-5   | Ciro Rodrigues (22-8)           | TKO (przerwanie przez lekarza)       | 2     | 1:22 | ACA 92                          | 16.02.2019 | Warszawa   |                                                                                     |
| Wygrana   | 22-5   | Roan Carneiro (21-11)           | Decyzja (jednogłośna)                | 3     | 5:00 | ACB 81                          | 23.02.2018 | Dubaj      |                                                                                     |
| Wygrana   | 21-5   | Marcelo Alfaya (18-7)           | KO (ciosy pięściami)                 | 1     | 4:47 | ACB 71                          | 30.09.2017 | Moskwa     |                                                                                     |
| Wygrana   | 20-5   | Ion Pascu (15-6)                | Decyzja (jednogłośna)                | 3     | 5:00 | ACB 54: Supersonic              | 11.03.2017 | Manchester |                                                                                     |
| Przegrana | 19-5   | Brett Cooper (22-12)            | TKO (ciosy pięściami)                | 3     | 0:27 | ACB 50: Stormbringer            | 17.12.2016 | Petersburg | Pojedynek o pas mistrzowski ACB w wadze półśredniej. Co-Main Event                  |
| Wygrana   | 19-4   | Jesse Taylor (29-13)            | Poddanie (duszenie gilotynowe)       | 1     | 3:29 | ACB 40                          | 05.06.2016 | Krasnodar  |                                                                                     |
| Wygrana   | 18-4   | Yasubey Enomoto (15-6)          | Decyzja (jednogłośnie)               | 3     | 5:00 | KSW 34: New Order               | 05.03.2016 | Warszawa   | Eliminator do walki o międzynarodowe mistrzostwo KSW w wadze półśredniej            |
| Wygrana   | 17-4   | Samuel Quito (12-4)             | TKO (ciosy pięściami)                | 1     | 3:23 | ACB 24                          | 24.10.2015 | Moskwa     |                                                                                     |
| Wygrana   | 16-4   | Rafał Moks (10-6)               | Decyzja (jednogłośna)                | 3     | 5:00 | KSW 30: Genesis                 | 21.02.2015 | Poznań     |                                                                                     |
| Przegrana | 15-4   | Borys Mańkowski (14-5-1)        | Poddanie (duszenie trójkątne)        | 2     | 4:27 | KSW 27: Cage Time               | 17.05.2014 | Gdańsk     | Stracił międzynarodowe mistrzostwo KSW w wadze półśredniej. Bonus za walkę wieczoru |
| Wygrana   | 15-3   | Daniel Acacio (30-13)           | Decyzja (jednogłośna)                | 3     | 5:00 | KSW 25: Khalidov vs. Sakurai 2  | 07.12.2013 | Wrocław    | Obronił pas mistrzowski KSW w wadze półśredniej, walka wieczoru                     |
| Wygrana   | 14-3   | Ben Lagman (6-3)                | Poddanie (dźwignia na staw łokciowy) | 2     | 4:22 | KSW 23: Królewskie Rozdanie     | 08.06.2013 | Gdańsk     |                                                                                     |
| Wygrana   | 13-3   | Borys Mańkowski (13-4-1)        | TKO (kontuzja nogi)                  | 2     | 2:06 | KSW 21: Ostateczne Wyjaśnienie  | 01.12.2012 | Warszawa   | Zdobył międzynarodowe mistrzostwo KSW w wadze półśredniej                           |
| Przegrana | 12-3   | Morten Djursaa (10-4)           | TKO (ciosy pięściami)                | 1     | 4:37 | European MMA 2                  | 13.10.2012 | Aarhus     | Pojedynek o pas mistrzowski EUMMA w wadze półśredniej                               |
| Wygrana   | 12-2   | Grigor Aszugbabjan (8-7)        | Poddanie (kimura)                    | 1     | 4:51 | KSW 19: Pudzianowski vs. Sapp   | 12.05.2012 | Łódź       | Bonus za poddanie wieczoru                                                          |
| Wygrana   | 11-2   | Rafał Moks (6-4)                | Decyzja (niejednogłośna)             | 2     | 5:00 | KSW 17: Zemsta                  | 26.11.2011 | Łódź       |                                                                                     |
| Wygrana   | 10-2   | Ruben Crawford (8-1)            | Decyzja (jednogłośna)                | 3     | 5:00 | KSW 15: Współcześni Gladiatorzy | 19.03.2011 | Warszawa   | Finał turnieju w wadze półśredniej                                                  |
| Wygrana   | 9-2    | Domingos Mestre (9-2)           | Decyzja (jednogłośna)                | 2     | 5:00 | KSW Extra 2: President Cup      | 29.01.2011 | Ełk        | Półfinał turnieju w wadze półśredniej                                               |
| Wygrana   | 8-2    | Marco Santi (5-3)               | TKO (przerwanie przez lekarza)       | 1     | 5:00 | KSW Extra 2: President Cup      | 29.01.2011 | Ełk        | Ćwierćfinał turnieju w wadze półśredniej                                            |
| Wygrana   | 7-2    | Zbigniew Złobiński (2-0)        | Poddanie (kimura)                    | 1     | 3:17 | Iron Fist 3                     | 06.11.2010 | Szczecin   |                                                                                     |
| Wygrana   | 6-2    | Paweł Żydak (1-1)               | KO (ciosy pięściami)                 | 1     | 4:14 | KSW Fight Club                  | 09.10.2010 | Ryn        | Zejście do wagi półśredniej                                                         |
| Przegrana | 5-2    | Vitor Nóbrega (7-1)             | Decyzja (niejednogłośna)             | 4     | 3:00 | KSW 12: Pudzianowski vs. Najman | 11.12.2009 | Warszawa   | Finał turnieju w wadze średniej                                                     |
| Przegrana | 5-1    | Attila Végh (11-1)              | Poddanie (dźwignia na staw łokciowy) | 2     | 2:23 | KOTR – Return of Gladiators     | 16.10.2009 | Brno       |                                                                                     |
| Wygrana   | 5-0    | Łukasz Christ (1-5)             | Poddanie (dźwignia na staw łokciowy) | 1     | 4:53 | KSW 11: Khalidov vs. Acacio     | 15.05.2009 | Warszawa   | Półfinał turnieju w wadze średniej                                                  |
| Wygrana   | 4-0    | Michele Verginelli (10-5)       | Decyzja (jednogłośna)                | 2     | 5:00 | KSW 11: Khalidov vs. Acacio     | 15.05.2009 | Warszawa   | Debiut w KSW. Ćwierćfinał turnieju w wadze średniej                                 |
| Wygrana   | 3-0    | Andrzej Kumor (1-1)             | Decyzja (jednogłośna)                | 3     | 5:00 | Pro Fight 3                     | 22.02.2009 | Olsztyn    |                                                                                     |
| Wygrana   | 2-0    | Łukasz Christ (1-1)             | Decyzja (jednogłośna)                | 2     | 5:00 | Bałtycki Sztorm 4               | 26.10.2008 | Sopot      |                                                                                     |
| Wygrana   | 1-0    | Jedrzej Kubski (9-5)            | Decyzja (większością)                | 2     | 5:00 | Bałtycki Sztorm 4               | 20.04.2008 | Gdańsk     | Debiut w MMA                                                                        |